# Landtagswahl in Baden-Württemberg 2016
- SPD: 19
- Grüne: 47
- FDP: 12
- CDU: 42
- AfD: 23

- Regierung: 89
- Opposition: 54

Die Landtagswahl in Baden-Württemberg 2016 am 13. März 2016  war die 16. Wahl der Mitglieder für den Landtag von Baden-Württemberg. Am selben Tag fanden auch Landtagswahlen in Rheinland-Pfalz und Sachsen-Anhalt statt.
Von 2011 bis Sommer 2015 lag in Umfragen die CDU klar vorne, teils über 40 %, und die AfD eher unter 5 %, wobei noch im Dezember 2015 Unterschriften für den Antritt bei diesen drei Landtagswahlen gesammelt werden mussten. Parallel zur Flüchtlingskrise in Deutschland 2015/2016 verloren die in Berlin regierenden Parteien CDU und SPD auch im Land massiv an Zustimmung, von in Summe über 60 % auf unter 40 % in der Wahl, so dass Anfang 2016 die Grünen und vor allem die AfD kräftig zulegten. Die Prognosen lagen wie bereits 2011 richtig mit der Vorhersage von drastischen Änderungen im Wählerverhalten. 
Die Grünen mit Ministerpräsident Winfried Kretschmann wurden mit 30,3 % erstmals in der deutschen Geschichte stärkste Kraft auf Landesebene, ihre Grün-rote Koalition verlor jedoch die Mehrheit, da die SPD als Regierungspartei mit 10,4 % Verlust vom dritten auf den vierten Rang abrutschte und keinen Wahlkreis mehr gewinnen konnte. Mit sogar 12 % weniger, erstmals nur noch Platz 2 und 27 % verbuchte die oppositionelle CDU in ihrem Stammland das zu diesem Zeitpunkt mit Abstand schlechteste Ergebnis, gelangte jedoch als Juniorpartner wieder an Mitregierungsmacht.
Die erstmals in den Landtag eingezogene Alternative für Deutschland (AfD) wurde mit 15,1 % stärkste Oppositionspartei, errang dabei auch zwei Wahlkreissiege, war jedoch zu keinem Zeitpunkt als möglicher Koalitionspartner akzeptiert. Da die auf 8,3 % erstarkte FDP die Teilnahme an einer Ampel-Koalition ablehnte, und die SPD wiederum die Bildung einer Deutschland-Koalition, wurde als Novum eine grün-schwarze Große Koalition aus Grünen und CDU gebildet, wodurch Kretschmann Ministerpräsident blieb, mit einem zweiten Kabinett. Nach dem schwarz-grünen, CDU-geführten Kabinett Bouffier II in Hessen handelte es sich um die zweite gemeinsame Koalition beider Parteien in einem Flächenland.

Verteilung der errungenen Erstmandate. Schwarz: CDU, Grün: Grüne, Blau: AfD

## Ausgangslage
Seit der Landtagswahl 2011, bei der die CDU mit 39 % die meisten Stimmen erhielt, regierte eine Koalition aus Bündnis 90/Die Grünen (24,2 %) und SPD (23,1 %) unter der Führung von Ministerpräsident Winfried Kretschmann (Bündnis 90/Die Grünen). Als vierte Partei zog 2011 die FDP (5,3 %) in den Landtag ein. Die Wahlbeteiligung lag bei 66,3 %.

## Wahlrecht
Im Gegensatz zu allen anderen Ländern gab es bei Landtagswahlen in Baden-Württemberg vor 2022 keine Listenwahl. Vielmehr konnten die Wähler in den 70 Wahlkreisen mit nur einer Stimme für einen der Direktkandidaten stimmen, die für Parteien oder als Einzelkandidaten antreten. Ein Wahlvorschlag konnte neben dem Bewerber auch einen Ersatzbewerber enthalten. Spitzenpolitiker aller Parteien mussten sich um aussichtsreiche Wahlkreise bemühen, auch Doppelkandidaturen waren möglich. Andererseits wurden die 2016 ohne Landtagsmandat zu Ministern ernannten CDU-Politiker Thomas Strobl und Susanne Eisenmann auch 2021 nicht in den Landtag gewählt, Eisenmann sogar als CDU-Spitzenkandidatin nicht.
Für die Verteilung der Mandate werden für jede Partei die Stimmen zusammengezählt, die auf ihre Kandidaten entfallen. Berücksichtigt werden bei der Verteilung nur diejenigen Parteien, auf die mindestens 5 % der Stimmen entfallen. Die 120 Mandate werden proportional auf diese Parteien verteilt. Danach werden für jede Partei ihre Mandate auf die vier Regierungsbezirke verteilt. In den Wahlkreisen gewählt ist derjenige Kandidat, auf den die relative Mehrheit der Stimmen entfällt (Erstmandate). Erhält eine Partei in einem Regierungsbezirk mehr Mandate, als sie dort Erstmandate gewonnen hat, werden die übrigen Sitze ihren in diesem Regierungsbezirk nicht direkt gewählten Kandidaten in absteigender Reihenfolge der Stimmenanteile im Wahlkreis zugeteilt (Zweitmandate). Erhält eine Partei dagegen mehr Erstmandate, als ihr eigentlich Mandate zustehen, erhöht sich dadurch und durch die Verteilung von Ausgleichsmandaten an die anderen Parteien die Anzahl der Sitze insgesamt entsprechend (Überhangmandate).

## Kandidaturen
Wahlvorschläge mussten bis zum 59. Tag vor der Wahl (14. Januar 2016) 18 Uhr bei den jeweiligen Kreiswahlleitern eingereicht werden. Pro Wahlvorschlag waren 150 Unterstützungsunterschriften erforderlich. Davon ausgenommen waren die Parteien, die vor der Wahl im Landtag vertreten sind. Dies waren:
- Christlich Demokratische Union Deutschlands (CDU, Spitzenkandidat Guido Wolf)
- Bündnis 90/Die Grünen (Grüne, Winfried Kretschmann)
- Sozialdemokratische Partei Deutschlands (SPD, Nils Schmid)
- Freie Demokratische Partei (FDP, Hans-Ulrich Rülke)

Folgende zuvor nicht im Landtag vertretene Parteien traten in allen Wahlkreisen an:
- Die Linke (Linke, Bernd Riexinger und Gökay Akbulut[8])
- Die Republikaner (REP, Ulrich Deuschle)
- Allianz für Fortschritt und Aufbruch (ALFA, Bernd Kölmel)
- Alternative für Deutschland (AfD, Jörg Meuthen)

## Wahlziele der Parteien
Das Wahlziel der CDU war die Beendigung der grün-roten Landesregierung und die Übernahme der Regierungsverantwortung durch ihren Spitzenkandidaten Guido Wolf. Thematisch sollten die Bildungspolitik, die innere Sicherheit und das Thema Infrastruktur, einschließlich schnelles Internet, im Mittelpunkt stehen. Das Wahlkampfbudget umfasste 2 bis 2,5 Millionen Euro. Wunschkoalitionspartner war die FDP – eine Koalition mit der AfD wurde ausgeschlossen.
Die Grünen strebten den Machterhalt ihres Spitzenkandidaten Winfried Kretschmann an. Thematisch wollten sie auf Energie, Wirtschaft und Bildung setzen. Für den Wahlkampf veranschlagte der Landesverband rund eine Million Euro. Wunschkoalitionspartner blieb die SPD – aber auch die Beteiligung als kleinerer Partner in einer Koalition mit der CDU wurde nicht ausgeschlossen.
Die SPD wollte Wahlanteile gewinnen, um die bestehende Regierungskoalition mit den Grünen weiterführen zu können. Thematisch standen vor allem „gute Arbeit“, Bildungsgerechtigkeit und Zeit für Familie im Mittelpunkt. Das Budget umfasste rund 2,2 Millionen Euro.
Das Wahlziel der FDP war der Wiedereinzug in den Landtag mit möglicher Regierungsbeteiligung. Für ihre Kampagne unter dem Motto „Der nächste Schritt für unser Land“ hatte die Partei rund 500.000 Euro zur Verfügung. Thematisch standen eine bessere Bildung, die Stärkung des Wirtschaftsstandorts und die Verbesserung der Mobilität im Fokus.
Anfang 2015 lag die von Bernd Lucke geführte AfD in Umfragen unter 5 %. Die „Parteispaltung“ auf dem Essener Parteitag im Juli 2015 verschlechterte den Zuspruch zunächst, erbrachte jedoch ein klareres Parteiprofil unter neuem Führungspersonal. Dieses strebte während der Entwicklung der Flüchtlingskrise in Europa 2015/2016 den sicheren erstmaligen Einzug der AfD Baden-Württemberg in den Landtag an. Neben Bildung, Sicherheit und Energiewende sah ihr Spitzenkandidat Jörg Meuthen die Flüchtlingspolitik als wichtiges Wahlkampfthema.

## Umfragen

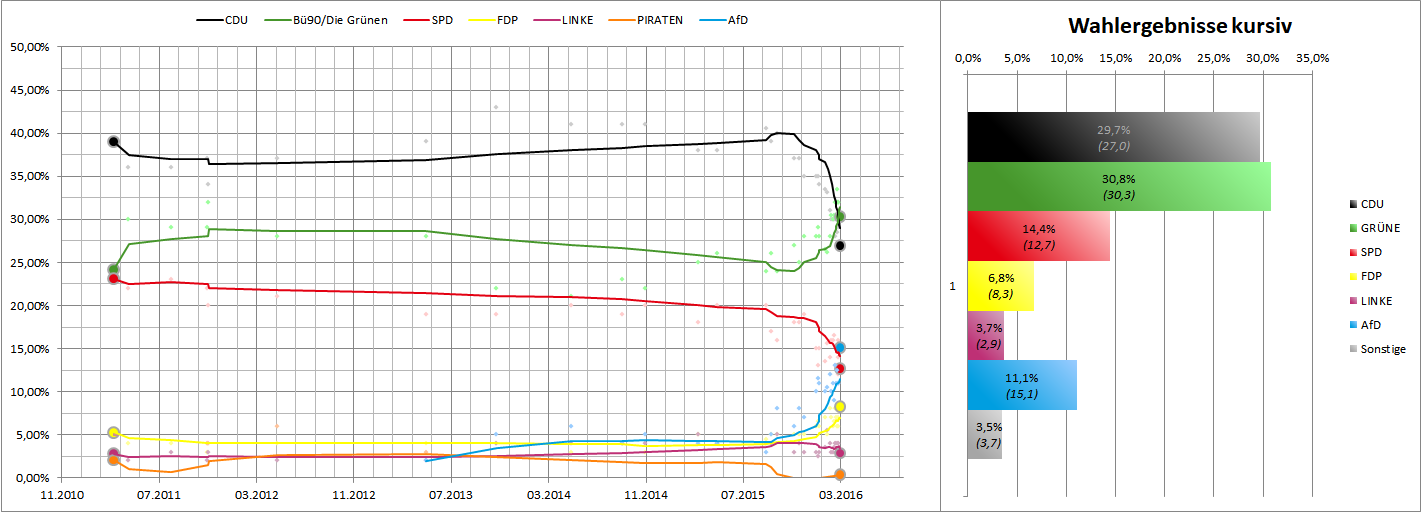
Verlauf der Umfragen

| Institut                            | Datum      | CDU    | Grüne  | SPD    | FDP   | Linke | AfD    | Sonst. |
| ----------------------------------- | ---------- | ------ | ------ | ------ | ----- | ----- | ------ | ------ |
| Landtagswahl 2016                   | 13.03.2016 | 27,0 % | 30,3 % | 12,7 % | 8,3 % | 2,9 % | 15,1 % | 3,7 %  |
| Forschungsgruppe Wahlen             | 10.03.2016 | 29 %   | 32 %   | 14 %   | 6 %   | 4 %   | 11 %   | 4 %    |
| YouGov                              | 10.03.2016 | 30 %   | 32 %   | 12 %   | 8 %   | 4 %   | 11 %   | 3 %    |
| Forsa                               | 09.03.2016 | 27 %   | 32 %   | 16 %   | 7 %   | 3 %   | 11 %   | 4 %    |
| INSA                                | 07.03.2016 | 28,5 % | 33,5 % | 12,5 % | 6 %   | 3 %   | 12,5 % | 4 %    |
| Forschungsgruppe Wahlen             | 04.03.2016 | 30 %   | 32 %   | 13 %   | 7 %   | 4 %   | 11 %   | 3 %    |
| Infratest dimap                     | 03.03.2016 | 28 %   | 32 %   | 13 %   | 8 %   | 4 %   | 13 %   | 2 %    |
| INSA                                | 28.02.2016 | 30 %   | 30,5 % | 16,5 % | 6,5 % | 3,5 % | 9 %    | 4 %    |
| Forsa                               | 26.02.2016 | 30 %   | 30 %   | 16 %   | 6 %   | 3 %   | 11 %   | 4 %    |
| INSA                                | 22.02.2016 | 30 %   | 30,5 % | 16 %   | 7 %   | 3 %   | 10 %   | 3,5 %  |
| Infratest dimap                     | 18.02.2016 | 31 %   | 28 %   | 14 %   | 8 %   | 4 %   | 12 %   | 3 %    |
| Customer Research 42                | 12.02.2016 | 33,1 % | 26,1 % | 15,6 % | 5,1 % | 5,5 % | 10,5 % | 4,1 %  |
| INSA                                | 05.02.2016 | 33,5 % | 28,5 % | 13,5 % | 7 %   | 3,5 % | 10 %   | 4 %    |
| Forschungsgruppe Wahlen             | 21.01.2016 | 34 %   | 28 %   | 15 %   | 6 %   | 3 %   | 11 %   | 3 %    |
| INSA                                | 20.01.2016 | 35 %   | 29 %   | 13 %   | 6,5 % | 2,5 % | 11,5 % | 2,5 %  |
| Infratest dimap                     | 14.01.2016 | 35 %   | 28 %   | 15 %   | 6 %   | 3 %   | 10 %   | 3 %    |
| Forsa                               | 15.12.2015 | 35 %   | 28 %   | 19 %   | 5 %   | 3 %   | 7 %    | 3 %    |
| Infratest dimap                     | 03.12.2015 | 37 %   | 25 %   | 18 %   | 5 %   | 4 %   | 8 %    | 3 %    |
| Forschungsgruppe Wahlen             | 20.11.2015 | 37 %   | 27 %   | 18 %   | 5 %   | 3 %   | 6 %    | 4 %    |
| INSA                                | 09.10.2015 | 40 %   | 24 %   | 16 %   | 5 %   | 5 %   | 8 %    | 2 %    |
| Infratest dimap                     | 24.09.2015 | 39 %   | 26 %   | 17 %   | 5 %   | 4 %   | 5 %    | 4 %    |
| Allensbach                          | 11.09.2015 | 40,5 % | 24 %   | 20 %   | 4,5 % | 4 %   | 3 %    | 4 %    |
| Forsa                               | 12.05.2015 | 38 %   | 26 %   | 20 %   | 4 %   | 4 %   | 4 %    | 4 %    |
| Infratest dimap                     | 26.03.2015 | 38 %   | 25 %   | 18 %   | 5 %   | 5 %   | 4 %    | 5 %    |
| Infratest dimap                     | 13.11.2014 | 41 %   | 22 %   | 20 %   | 3 %   | 4 %   | 5 %    | 5 %    |
| Infratest dimap                     | 17.09.2014 | 41 %   | 23 %   | 19 %   | 4 %   | 4 %   | 4 %    | –      |
| Europawahl in Baden-Württemberg     | 25.05.2014 | 39,3 % | 13,2 % | 23 %   | 4,1 % | 3,6 % | 7,9 %  | 9,9 %  |
| Bundestagswahl in Baden-Württemberg | 22.09.2013 | 45,7 % | 11 %   | 20,6 % | 6,2 % | 4,8 % | 5,2 %  | 6,6 %  |
| Landtagswahl 2011                   | 27.03.2011 | 39,0 % | 24,2 % | 23,1 % | 5,3 % | 2,8 % | n. k.  | 5,6 %  |

| \| Institut \| Datum \| CDU \| Grüne \| SPD \| FDP \| Linke \| Piraten \| AfD \| Sonst. \| \| --------------------------------------- \| ---------- \| ------ \| ------ \| ------ \| ----- \| ----- \| ------- \| ----- \| ------ \| \| Europawahl in Baden-Württemberg[11] \| 25.05.2014 \| 39,3 % \| 13,2 % \| 23 % \| 4,1 % \| 3,6 % \| 2,2 % \| 7,9 % \| 7,7 % \| \| Infratest dimap[10] \| 13.05.2014 \| 41 % \| 21 % \| 20 % \| 3 % \| 4 % \| – \| 6 % \| 5 % \| \| Infratest dimap[10] \| 07.11.2013 \| 43 % \| 22 % \| 19 % \| 4 % \| 4 % \| – \| 5 % \| 3 % \| \| Bundestagswahl in Baden-Württemberg[12] \| 22.09.2013 \| 45,7 % \| 11 % \| 20,6 % \| 6,2 % \| 4,8 % \| 2,3 % \| 5,2 % \| 4,3 % \| \| Infratest dimap[10] \| 16.05.2013 \| 39 % \| 28 % \| 19 % \| 4 % \| 2 % \| 3 % \| 2 % \| 3 % \| \| Infratest dimap[10] \| 10.05.2012 \| 37 % \| 28 % \| 21 % \| 4 % \| 2 % \| 6 % \| – \| 2 % \| \| Emnid[10] \| 20.11.2011 \| 34 % \| 32 % \| 20 % \| 4 % \| 3 % \| 4 % \| – \| – \| \| Infratest dimap[10] \| 17.11.2011 \| 37 % \| 29 % \| 22 % \| 3 % \| 2 % \| 4 % \| – \| 3 % \| \| Infratest dimap[10] \| 18.08.2011 \| 36 % \| 29 % \| 23 % \| 4 % \| 3 % \| – \| – \| 5 % \| \| Forsa[10] \| 04.05.2011 \| 36 % \| 30 % \| 22 % \| 4 % \| 2 % \| – \| – \| – \| \| Landtagswahl 2011[10] \| 27.03.2011 \| 39,0 % \| 24,2 % \| 23,1 % \| 5,3 % \| 2,8 % \| 2,1 % \| n. k. \| 3,5 % \| |            |        |        |        |       |       |         |       |        |
| Institut | Datum      | CDU    | Grüne  | SPD    | FDP   | Linke | Piraten | AfD   | Sonst. |
| Europawahl in Baden-Württemberg | 25.05.2014 | 39,3 % | 13,2 % | 23 %   | 4,1 % | 3,6 % | 2,2 %   | 7,9 % | 7,7 %  |
| Infratest dimap | 13.05.2014 | 41 %   | 21 %   | 20 %   | 3 %   | 4 %   | –       | 6 %   | 5 %    |
| Infratest dimap | 07.11.2013 | 43 %   | 22 %   | 19 %   | 4 %   | 4 %   | –       | 5 %   | 3 %    |
| Bundestagswahl in Baden-Württemberg | 22.09.2013 | 45,7 % | 11 %   | 20,6 % | 6,2 % | 4,8 % | 2,3 %   | 5,2 % | 4,3 %  |
| Infratest dimap | 16.05.2013 | 39 %   | 28 %   | 19 %   | 4 %   | 2 %   | 3 %     | 2 %   | 3 %    |
| Infratest dimap | 10.05.2012 | 37 %   | 28 %   | 21 %   | 4 %   | 2 %   | 6 %     | –     | 2 %    |
| Emnid | 20.11.2011 | 34 %   | 32 %   | 20 %   | 4 %   | 3 %   | 4 %     | –     | –      |
| Infratest dimap | 17.11.2011 | 37 %   | 29 %   | 22 %   | 3 %   | 2 %   | 4 %     | –     | 3 %    |
| Infratest dimap | 18.08.2011 | 36 %   | 29 %   | 23 %   | 4 %   | 3 %   | –       | –     | 5 %    |
| Forsa | 04.05.2011 | 36 %   | 30 %   | 22 %   | 4 %   | 2 %   | –       | –     | –      |
| Landtagswahl 2011 | 27.03.2011 | 39,0 % | 24,2 % | 23,1 % | 5,3 % | 2,8 % | 2,1 %   | n. k. | 3,5 %  |

## Fernsehdebatten
Aufgrund der Wahlergebnisse bei der letzten Landtagswahl sah der SWR „aus rechtlichen und journalistischen Gesichtspunkten“ von einem „klassischen Fernsehduell“ mit den Spitzenkandidaten der beiden stärksten Parteien (CDU und Grüne) ab. Anstelle des Duells sollte eine Sendung mit den Spitzenkandidaten der drei größten Parteien (CDU, Grüne und SPD) stattfinden. Dabei wäre die im Landtag vertretene FDP von der Sendung ausgeschlossen worden. Der FDP-Spitzenkandidat Hans-Ulrich Rülke drohte deswegen im Juli 2015 mit einer Klage vor dem Staatsgerichtshof. Der CDU-Spitzenkandidat Guido Wolf solidarisierte sich mit ihm und lehnte eine Teilnahme an der Sendung seinerseits ab. In der Folge wurde die Sendung vom SWR ersatzlos abgesagt.
Eine mögliche Teilnahme des AfD-Spitzenkandidaten Jörg Meuthen an einer geplanten Diskussionsrunde (Elefantenrunde) des SWR führte im Dezember 2015 zu einem Konflikt. Ministerpräsident Winfried Kretschmann (Grüne) und der SPD-Vizeregierungschef Nils Schmid kündigten ihre Absage an, falls ein Vertreter der AfD in die Sendung eingeladen würde. Der SWR kritisierte diese Entscheidung und entschied Mitte Januar 2016 widerwillig, die AfD nicht einzuladen. Diese Entscheidung wiederum wurde als ein Resultat einer Erpressung der Medien durch die Politik kritisiert und als schädlich für die Demokratie bezeichnet. Nach einem öffentlichen Appell des SWR an alle Parteien, sich der öffentlichen Diskussion zu stellen, sagten Kretschmann und Schmid ihre Teilnahme Ende Januar dann doch zu.
Am 14. Januar 2016 fand im SWR ein als „Streitgespräch“ bezeichnetes 45-minütiges TV-Duell zwischen Kretschmann und Wolf statt, das von Clemens Bratzler moderiert wurde. Zu einem weiteren 90-minütigen Duell kam es am 20. Januar. Es wurde von Wieland Backes und Michael Zeiß moderiert.

## Zwischenfall
Zu Beginn des Wahlkampfes wurde in Karlsruhe der Mitarbeiter einer von der AfD beauftragten Werbeagentur von Unbekannten mit einer Pistole beschossen.

## Ergebnis
Gewählt wurden die Mitglieder des Landtags von Baden-Württemberg (16. Wahlperiode).
Bei dieser Wahl wurden die Grünen zum ersten Mal in einer Landtagswahl stärkste Partei, während CDU und SPD jeweils das schlechteste Ergebnis in Baden-Württemberg erzielten. Nach massiven Verlusten lag die CDU mit 27,0 % hinter den Grünen, die deutlich auf 30,3 % zulegten. Die AfD erreichte auf Anhieb 15,1 % der Stimmen, eine starke Steigerung im Vergleich zu bisherigen deutschen Landtagswahlen, und wurde drittgrößte Fraktion. Die SPD stürzte auf 12,7 % der Stimmen ab, während die FDP sich leicht auf 8,3 % verbesserte. Insbesondere das schlechte Abschneiden der früheren Volksparteien CDU und SPD sowie das Rekord-Ergebnis der AfD wurden von den Umfragen im Vorfeld nicht in diesem Ausmaß abgebildet, weshalb das Wahlergebnis eine Sensation darstellte. Die Grünen konnten 46 von 70 Wahlkreisen gewinnen (2011: 9), die CDU nur noch 22 statt 60, und die SPD verlor ihr letztes Direktmandat in Mannheim an die AfD, die auch den Wahlkreis Pforzheim eroberte und damit über zwei Direktmandate verfügte.
|                        | 2016      | 2016         | 2016                      | 2016              | 2016  | 2011      | 2011         | 2011  | Veränderung | Veränderung | Veränderung |
| Partei                 | Stimmen   | %            | Kreis- wahl- vor- schläge | Direkt- man- date | Sitze | Stimmen   | %            | Sitze | Stimmen     | %-Pkte.     | Sitze       |
| ---------------------- | --------- | ------------ | ------------------------- | ----------------- | ----- | --------- | ------------ | ----- | ----------- | ----------- | ----------- |
| GRÜNE                  | 1.623.107 | 30,27        | 70                        | 46                | 47    | 1.206.182 | 24,20        | 36    | +416.925    | +6,07       | +11         |
| CDU                    | 1.447.462 | 27,00        | 70                        | 22                | 42    | 1.943.912 | 39,01        | 60    | −496.650    | −12,01      | −18         |
| AfD                    | 809.564   | 15,10        | 70                        | 2                 | 23    |           |              |       | +809.564    | +15,10      | +23         |
| SPD                    | 679.727   | 12,68        | 70                        |                   | 19    | 1.152.594 | 23,13        | 35    | −472.867    | −10,45      | −16         |
| FDP                    | 445.498   | 8,31         | 70                        |                   | 12    | 262.784   | 5,27         | 7     | +182.714    | +3,04       | +5          |
| DIE LINKE              | 156.240   | 2,91         | 70                        |                   |       | 139.700   | 2,80         |       | +16.540     | +0,11       |             |
| ALFA                   | 54.713    | 1,02         | 70                        |                   |       |           |              |       | +54.713     | +1,02       |             |
| ÖDP                    | 38.517    | 0,72         | 65                        |                   |       | 42.539    | 0,85         |       | −4.022      | −0,14       |             |
| NPD                    | 23.609    | 0,44         | 66                        |                   |       | 48.227    | 0,97         |       | −24.618     | −0,53       |             |
| Piraten                | 21.775    | 0,41         | 31                        |                   |       | 103.618   | 2,08         |       | −81.843     | −1,67       |             |
| Tierschutzpartei       | 17.488    | 0,33         | 20                        |                   |       |           |              |       | +17.488     | +0,33       |             |
| REP                    | 17.475    | 0,33         | 70                        |                   |       | 56.723    | 1,14         |       | −39.248     | −0,81       |             |
| Die PARTEI             | 17.048    | 0,32         | 25                        |                   |       | 384       | 0,01         |       | +16.664     | +0,31       |             |
| FREIE WÄHLER           | 4.647     | 0,09         | 5                         |                   |       |           |              |       | +4.647      | +0,09       |             |
| Menschliche Welt       | 877       | 0,02         | 2                         |                   |       |           |              |       | +877        | +0,02       |             |
| DIE RECHTE             | 718       | 0,01         | 9                         |                   |       |           |              |       | +718        | +0,01       |             |
| Bündnis C              | 602       | 0,01         | 1                         |                   |       |           |              |       | +602        | +0,01       |             |
| Tierschutzallianz      | 480       | 0,01         | 1                         |                   |       |           |              |       | +480        | +0,01       |             |
| Die Einheit            | 214       | 0,00         | 1                         |                   |       |           |              |       | +214        | +0,00       |             |
| BüSo                   | 166       | 0,00         | 4                         |                   |       | 307       | 0,01         |       | −141        | −0,00       |             |
| DKP                    | 144       | 0,00         | 1                         |                   |       |           |              |       | +39         | +0,00       |             |
| Arminius-Bund          | 49        | 0,00         | 1                         |                   |       |           |              |       | +49         | +0,00       |             |
| Einzelbewerber         | 1.130     | 0,02         | 3                         |                   |       | 2.368     | 0,05         |       | −1.238      | −0,03       |             |
| sonstige Parteien 2011 |           |              |                           |                   |       | 24.276    | 0,49         |       | −24.276     | −0,49       |             |
| total gültige Stimmen  | 5.361.250 | 100,00 99,06 | 795                       | 70                | 143   | 4.983.719 | 100,00 98,65 | 138   | +377.531    | +0,41       | +5          |
| ungültige Stimmen      | 50.695    | 0,94         |                           |                   |       | 68.222    | 1,35         |       | −17.527     | −0,41       |             |
| Wähler Wahlbeteiligung | 5.411.945 | 100,00 70,44 |                           |                   |       | 5.051.941 | 100,00 66,27 |       | +360.004    | +4,16       |             |
| Wahlberechtigte        | 7.683.464 | 100,00       |                           |                   |       | 7.622.873 | 100,00       |       | +60.591     |             |             |

|                                 | Regierungsbezirk Stuttgart                                                                                                 | Regierungsbezirk Stuttgart                                                                                                 | Regierungsbezirk Stuttgart                                                                                                 | Regierungsbezirk Stuttgart                                                                                                 | Regierungsbezirk Stuttgart                                                                                                 | Regierungsbezirk Karlsruhe                                                                         | Regierungsbezirk Karlsruhe                                                                         | Regierungsbezirk Karlsruhe                                                                         | Regierungsbezirk Karlsruhe                                                                         | Regierungsbezirk Karlsruhe                                                                         | Regierungsbezirk Freiburg                                               | Regierungsbezirk Freiburg                                               | Regierungsbezirk Freiburg                                               | Regierungsbezirk Freiburg                                               | Regierungsbezirk Freiburg                                               | Regierungsbezirk Tübingen | Regierungsbezirk Tübingen | Regierungsbezirk Tübingen | Regierungsbezirk Tübingen | Regierungsbezirk Tübingen |
| Anzahl/ Stimmen                 | % | Kreis- wahl- vor- schläge                                                                                                  | Direkt- man- date | Sitze | Anzahl/ Stimmen | %                                                                                                  | Kreis- wahl- vor- schläge                                                                          | Direkt- man- date                                                                                  | Sitze                                                                                              | Anzahl/ Stimmen                                                                                    | %                                                                       | Kreis- wahl- vor- schläge                                               | Direkt- man- date                                                       | Sitze                                                                   | Anzahl/ Stimmen                                                         | %                         | Kreis- wahl- vor- schläge | Direkt- man- date         | Sitze                     |                           |
| ------------------------------- | --- | --- | --- | --- | --- | -------------------------------------------------------------------------------------------------- | -------------------------------------------------------------------------------------------------- | -------------------------------------------------------------------------------------------------- | -------------------------------------------------------------------------------------------------- | -------------------------------------------------------------------------------------------------- | ----------------------------------------------------------------------- | ----------------------------------------------------------------------- | ----------------------------------------------------------------------- | ----------------------------------------------------------------------- | ----------------------------------------------------------------------- | ------------------------- | ------------------------- | ------------------------- | ------------------------- | ------------------------- |
| Wahlberechtigte                 | 2.800.541 | | | | | 1.950.971                                                                                          | | | | | 1.612.770                                                               |                                                                         |                                                                         |                                                                         |                                                                         | 1.319.182                 |                           |                           |                           |                           |
| Wähler                          | 2.013.588 | 71,9 | | | | 1.358.467                                                                                          | 69,6                                                                                               | | | | 1.106.832                                                               | 68,6                                                                    |                                                                         |                                                                         |                                                                         | 933.058                   | 70,7                      |                           |                           |                           |
| Gültige Stimmen                 | 1.995.861 | 99,1 | | | | 1.344.609                                                                                          | 99,0                                                                                               | | | | 1.095.969                                                               | 99,0                                                                    |                                                                         |                                                                         |                                                                         | 924.811                   | 99,1                      |                           |                           |                           |
|                                 | | | | | | | | | | |                                                                         |                                                                         |                                                                         |                                                                         |                                                                         |                           |                           |                           |                           |                           |
| Grüne                           | 590.131 | 29,6 | 26 | 18 | 18 | 377.566                                                                                            | 28,1                                                                                               | 19                                                                                                 | 12                                                                                                 | 12                                                                                                 | 361.087                                                                 | 32,9                                                                    | 14                                                                      | 10                                                                      | 10                                                                      | 294.323                   | 31,8                      | 11                        | 6                         | 7                         |
| CDU                             | 525.399 | 26,3 | 26 | 8 | 16 | 348.271                                                                                            | 25,9                                                                                               | 19                                                                                                 | 5                                                                                                  | 11                                                                                                 | 299.631                                                                 | 27,3                                                                    | 14                                                                      | 4                                                                       | 8                                                                       | 274.161                   | 29,6                      | 11                        | 5                         | 7                         |
| AfD                             | 305.676 | 15,3 | 26 | | 9 | 230.983                                                                                            | 17,2                                                                                               | 19                                                                                                 | 2                                                                                                  | 7                                                                                                  | 142.460                                                                 | 13,0                                                                    | 14                                                                      |                                                                         | 4                                                                       | 130.445                   | 14,1                      | 11                        |                           | 3                         |
| SPD                             | 267.966 | 13,4 | 26 | | 8 | 184.564                                                                                            | 13,7                                                                                               | 19                                                                                                 | | 6                                                                                                  | 132.025                                                                 | 12,0                                                                    | 14                                                                      |                                                                         | 3                                                                       | 95.172                    | 10,3                      | 11                        |                           | 2                         |
| FDP/DVP                         | 177.578 | 8,9 | 26 | | 5 | 111.143                                                                                            | 8,3                                                                                                | 19                                                                                                 | | 3                                                                                                  | 83.151                                                                  | 7,6                                                                     | 14                                                                      |                                                                         | 2                                                                       | 73.626                    | 8,0                       | 11                        |                           | 2                         |
| Die Linke                       | 56.208 | 2,8 | 26 | | | 42.050                                                                                             | 3,1                                                                                                | 19                                                                                                 | | | 33.288                                                                  | 3,0                                                                     | 14                                                                      |                                                                         |                                                                         | 24.694                    | 2,7                       | 11                        |                           |                           |
| ALFA                            | 19.453 | 1,0 | 26 | | | 15.823                                                                                             | 1,2                                                                                                | 19                                                                                                 | | | 10.302                                                                  | 0,9                                                                     | 14                                                                      |                                                                         |                                                                         | 9.135                     | 1,0                       | 11                        |                           |                           |
| ÖDP                             | 13.656 | 0,7 | 24 | | | 7.504                                                                                              | 0,6                                                                                                | 16                                                                                                 | | | 8.226                                                                   | 0,8                                                                     | 14                                                                      |                                                                         |                                                                         | 9.131                     | 1,0                       | 11                        |                           |                           |
| NPD                             | 8.978 | 0,4 | 25 | | | 5.824                                                                                              | 0,4                                                                                                | 17                                                                                                 | | | 4.855                                                                   | 0,4                                                                     | 13                                                                      |                                                                         |                                                                         | 3.952                     | 0,4                       | 11                        |                           |                           |
| Piraten                         | 12.046 | 0,6 | 17 | | | 4.797                                                                                              | 0,4                                                                                                | 7                                                                                                  | | | 2.615                                                                   | 0,2                                                                     | 4                                                                       |                                                                         |                                                                         | 2.317                     | 0,3                       | 3                         |                           |                           |
| Tierschutzpartei                | 5.183 | 0,3 | 7 | | | 4.620                                                                                              | 0,3                                                                                                | 5                                                                                                  | | | 7.685                                                                   | 0,7                                                                     | 8                                                                       |                                                                         |                                                                         |                           |                           | —                         |                           |                           |
| REP                             | 7.335 | 0,4 | 26 | | | 3.994                                                                                              | 0,3                                                                                                | 19                                                                                                 | | | 3.058                                                                   | 0,3                                                                     | 14                                                                      |                                                                         |                                                                         | 3.088                     | 0,3                       | 11                        |                           |                           |
| Die PARTEI                      | 5.112 | 0,3 | 8 | | | 6.219                                                                                              | 0,5                                                                                                | 8                                                                                                  | | | 3.297                                                                   | 0,3                                                                     | 5                                                                       |                                                                         |                                                                         | 2.420                     | 0,3                       | 4                         |                           |                           |
| Freie Wähler                    | | | — | | | | | —                                                                                                  | | | 3.595                                                                   | 0,3                                                                     | 4                                                                       |                                                                         |                                                                         | 1.052                     | 0,1                       | 1                         |                           |                           |
| Übrige Parteien                 | 428 a | 0,0 | 6 | | | 1.251 b                                                                                            | 0,1                                                                                                | 10                                                                                                 | | | 694 c                                                                   | 0,1                                                                     | 2                                                                       |                                                                         |                                                                         | 877 d                     | 0,1                       | 2                         |                           |                           |
| Einzelbewerber                  | 712 | 0,0 | 2 | | | | | —                                                                                                  | | |                                                                         |                                                                         | —                                                                       |                                                                         |                                                                         | 418                       | 0,0                       | 1                         |                           |                           |
| Überhang- und Ausgleichsmandate | Grüne: 4 Überhangmandate CDU: 3 Ausgleichsmandate AfD: 2 Ausgleichsmandate SPD: 1 Ausgleichsmandat FDP: 1 Ausgleichsmandat | Grüne: 4 Überhangmandate CDU: 3 Ausgleichsmandate AfD: 2 Ausgleichsmandate SPD: 1 Ausgleichsmandat FDP: 1 Ausgleichsmandat | Grüne: 4 Überhangmandate CDU: 3 Ausgleichsmandate AfD: 2 Ausgleichsmandate SPD: 1 Ausgleichsmandat FDP: 1 Ausgleichsmandat | Grüne: 4 Überhangmandate CDU: 3 Ausgleichsmandate AfD: 2 Ausgleichsmandate SPD: 1 Ausgleichsmandat FDP: 1 Ausgleichsmandat | Grüne: 4 Überhangmandate CDU: 3 Ausgleichsmandate AfD: 2 Ausgleichsmandate SPD: 1 Ausgleichsmandat FDP: 1 Ausgleichsmandat | Grüne: 3 Überhangmandate CDU: 3 Ausgleichsmandate AfD: 1 Ausgleichsmandat SPD: 2 Ausgleichsmandate | Grüne: 3 Überhangmandate CDU: 3 Ausgleichsmandate AfD: 1 Ausgleichsmandat SPD: 2 Ausgleichsmandate | Grüne: 3 Überhangmandate CDU: 3 Ausgleichsmandate AfD: 1 Ausgleichsmandat SPD: 2 Ausgleichsmandate | Grüne: 3 Überhangmandate CDU: 3 Ausgleichsmandate AfD: 1 Ausgleichsmandat SPD: 2 Ausgleichsmandate | Grüne: 3 Überhangmandate CDU: 3 Ausgleichsmandate AfD: 1 Ausgleichsmandat SPD: 2 Ausgleichsmandate | Grüne: 1 Überhangmandat CDU: 1 Ausgleichsmandat AfD: 1 Ausgleichsmandat | Grüne: 1 Überhangmandat CDU: 1 Ausgleichsmandat AfD: 1 Ausgleichsmandat | Grüne: 1 Überhangmandat CDU: 1 Ausgleichsmandat AfD: 1 Ausgleichsmandat | Grüne: 1 Überhangmandat CDU: 1 Ausgleichsmandat AfD: 1 Ausgleichsmandat | Grüne: 1 Überhangmandat CDU: 1 Ausgleichsmandat AfD: 1 Ausgleichsmandat |                           |                           |                           |                           |                           |

## Regierungsbildung
| Parteien                       | Sitze |
| ------------------------------ | ----- |
| Absolute Mehrheit (≥ 72 Sitze) |       |
| Grüne, CDU                     | 89    |
| Grüne, SPD, FDP                | 78    |
| CDU, SPD, FDP                  | 73    |
| Sitze gesamt                   | 154   |

Die bisherige Regierungskoalition aus Grünen und SPD verlor die Mehrheit, weshalb die Grünen sowohl mit SPD und FDP als auch mit der CDU sondierten. Eine Zusammenarbeit mit der AfD wurde von allen anderen Parteien ausgeschlossen. Eine Ampelkoalition lehnte die FDP wegen zu großer Differenzen ab. Die von der FDP favorisierte schwarz-rot-gelbe Koalition unter dem CDU-Ministerpräsidentenkandidaten Guido Wolf wurde von der SPD ausgeschlossen.
Nach mehreren Sondierungsgesprächen beschlossen Grüne und CDU den Beginn von Koalitionsverhandlungen für eine „Kiwi-Koalition“, die am 1. April 2016 begannen, wobei dies bei der CDU mit einem Führungswechsel zu Gunsten von Thomas Strobl einherging. Am 1. Mai stand der grün-schwarze Koalitionsvertrag. Am 12. Mai wurde Winfried Kretschmann mit 82 Stimmen erneut zum Ministerpräsidenten gewählt. Er erhielt sieben Stimmen weniger, als die Regierungskoalition über Sitze verfügt.